# Myzostoma costatum
Myzostoma costatum is een ringworm uit de familie Myzostomatidae.
Myzostoma costatum werd in 1830 voor het eerst wetenschappelijk beschreven door Leuckart.